# Démocratie économique
 (juillet 2011).
Si vous disposez d'ouvrages ou d'articles de référence ou si vous connaissez des sites web de qualité traitant du thème abordé ici, merci de compléter l'article en donnant les références utiles à sa vérifiabilité et en les liant à la section « Notes et références ».
La démocratie économique ou démocratie des parties prenantes est une philosophie socio-économique, qui propose de transférer le pouvoir décisionnel, depuis les mains des gérants et des actionnaires de l'entreprise, vers celles d'un plus grand nombre d'acteurs sociaux, y compris les travailleurs, les clients, les fournisseurs, les voisins, le grand public et les générations futures.
La démocratie économique est « une démocratie censée se juxtaposer à la démocratie politique, incarnée par la démocratie parlementaire, ou censée la compléter ».
En sus de ses préoccupations éthiques, la démocratie économique a également des ambitions concrètes, comme celle de compenser le déficit de la demande effective, inhérent au capitalisme.
La pratique de la démocratie économique fait l'objet d'études de cas, comme celui des coopératives démocratiques de Mondragon.

## Définition
Aucune définition ou approche unique n'englobe la démocratie économique, mais la plupart de ses partisans affirment que les relations de propriété modernes externalisent les coûts, subordonnent le bien-être général au bénéfice privé et refusent à la politique une voix démocratique dans les décisions de politique économique.
« Les mouvements anticapitalistes d’aujourd’hui contestent, implicitement ou explicitement, l’affirmation que le libre marché est en soi une démocratie économique et la meilleure et unique forme de démocratie économique envisageable ou qui pourrait l’être ».
« En tant que concept politique, la démocratie économique ne signifie pas seulement une part plus importante d’intervention et de contrôle de l’État sur les processus économiques. » Elle ne se limite pas non plus à ce que les travailleurs aient, « d’une façon ou d’une autre, davantage de droits, par exemple à travers l’implication des représentants des salariés dans les processus de décision officiels ».

## Origines
Dès le XIXe siècle, des réflexions sont apparues pour estimer que la démocratie politique était insuffisante et devait être complétée par une démocratie économique.
L’expression de « démocratie industrielle » apparaît en France, en 1848, dans l'ouvrage éponyme de l'ingénieur Charles Labloulaye. Elle est ensuite reprise par Proudhon, en 1854, dans son Manuel du Spéculateur à la Bourse.
Après la première Guerre mondiale, « le projet d’étendre les principes de la démocratie à la sphère de l’économie va rencontrer  un formidable écho. Il mobilise des acteurs sociaux de premier plan et donne naissance à de véritables réformes. Il ne s’agit donc plus d’une simple formulation à consonance utopique, comme chez Proudhon cinquante ans plus tôt ».
À l'issue de la seconde Guerre mondiale, sous l'impulsion des mouvements politiques et syndicaux issus de la résistance, les programmes de démocratie économique reviennent à l'avant-plan :
- En France, le programme du Conseil national de la Résistance propose « l’instauration d’une véritable démocratie économique et sociale, impliquant l’éviction des grandes féodalités économiques et financières de la direction de l’économie ; une organisation rationnelle de l’économie assurant la subordination des intérêts particuliers à l’intérêt général et affranchie de la dictature professionnelle instaurée à l’image des États fascistes ».
- En Belgique, « Il faut certainement mettre en exergue le Projet d’accord de solidarité sociale de 1944 préparé dans la clandestinité pendant la Seconde Guerre mondiale par le Comité patronal-ouvrier »[1].

## Déficit de la demande effective
Les partisans de la démocratie économique soutiennent généralement que le capitalisme moderne entraîne périodiquement des crises économiques caractérisées par une déficience de la demande effective, car la société est incapable de gagner suffisamment de revenus pour acheter sa production. Le monopole capitaliste de biens collectifs crée généralement une pénurie artificielle, entraînant des déséquilibres socio-économiques qui restreignent aux travailleurs l'accès aux opportunités économiques et diminuent le pouvoir d'achat du consommateur,.
Selon de nombreux analystes, la déficit de la demande effective est le problème économique le plus fondamental. Autrement dit, la société moderne ne gagne pas suffisamment de revenus pour acheter sa production. Par exemple, le géographe David Harvey affirme: « Les travailleurs qui dépensent leurs salaires sont une source de demande effective, mais la masse salariale totale est toujours inférieure au capital total en circulation (sinon il n'y aurait pas de profit), de sorte que les achats de biens  à partir du salaire pour les besoins de la vie quotidienne (même avec un style de vie modeste) ne sont jamais suffisants pour une vente rentable de l'entièreté de ce qui est produit ». Alors que des économies mixtes équilibrées ont existé brièvement tout au long de l'histoire, différents critiques affirment que les économies commandées, comme le capitalisme d'état et l'impérialisme sont prédominantes. Comme les ressources communes sont monopolisées par les lieux concentrant richesse et pouvoir, différentes formes de pénurie sont imposées artificiellement à la majorité, ce qui entraîne un déséquilibre socio-économique à grande échelle.
Selon la vision du géorgisme, dans tout système économique, la « richesse » inclut toutes les choses matérielles produites par le travail, pour la satisfaction des désirs humains et la valeur d'échange. La terre, le travail et le capital sont généralement considérés comme les facteurs essentiels pour la production de richesse. La terre comprend toutes les opportunités et les forces naturelles. Le travail comprend tous les efforts humains. Le capital comprend la partie de la richesse consacrée à la production de plus de richesse. Bien que le revenu de tout individu puisse inclure le produit de toute combinaison de ces trois sources : la terre, le travail et le capital sont généralement considérés comme des facteurs mutuellement exclusifs dans les modèles économiques de production et de distribution de la richesse. Selon Henry George, « les gens cherchent à satisfaire leurs désirs avec le moindre effort ». Les êtres humains interagissent avec la nature pour produire des biens et des services dont les autres êtres humains ont besoin ou qu'ils désirent. Les lois et les coutumes qui régissent les relations entre ces entités constituent la structure économique d'une société donnée.
Alternativement, David Schweickart affirme dans son livre, After Capitalism : « La structure d'une société capitaliste se compose de trois composantes de base :
- La majeure partie des moyens de production sont de propriété privée, soit directement par des particuliers, soit par des sociétés qui appartiennent elles-mêmes à des particuliers.
- Les produits sont échangés sur un marché, c'est-à-dire que les biens et les services sont achetés et vendus à des prix déterminés pour la plupart par la concurrence et non par une autorité de prix gouvernementale. Les entreprises individuelles rivalisent entre elles en fournissant des biens et des services aux consommateurs, chaque entreprise essayant de réaliser un profit. Cette concurrence est le principal facteur déterminant des prix.
- La plupart des gens qui travaillent contre rémunération dans cette société, travaillent pour d'autres personnes, qui possèdent les moyens de production. La plupart des travailleurs sont des travailleurs salariés »[10].

## Modèles alternatifs
Plaidant pour un système « économique alternatif, exempt de défauts structurels du capitalisme » (p. 11), l'économiste Richard D. Wolff affirme que les programmes de réforme sont fondamentalement insuffisants, étant donné que les sociétés capitalistes, qui sont les institutions dominantes du système existant, conservent les incitations et les ressources qui leur permettent de défaire toute politique de réforme. Par exemple, Wolff poursuit en disant :
« Les impôts de l'ère du New Deal sur les entreprises et les riches, ainsi que les réglementations sur le comportement des entreprises, se sont révélés vulnérables et insoutenables. Les ennemis du New Deal ont eu les incitants (maximisation du profit) et les ressources (le rendement de leurs investissements) pour annuler de nombreuses réformes après la seconde Guerre mondiale, avec un effet encore plus important après les années 1970. Ils ont systématiquement esquivé, puis affaibli, les taxes et les règlements du New Deal et, finalement, lorsque cela était politiquement possible, les ont éliminés complètement. Les bénéfices des entreprises ont financé les partis, des politiciens, des campagnes de relations publiques et des groupes de réflexion professionnels qui, ensemble, ont façonné les effets sociaux réels et le déclin historique de la réglementation économique du gouvernement. Par exemple, la destruction de la loi Glass-Steagall, l'agression actuelle sur la Social Security, le déplacement de la charge fiscale fédérale des entreprises vers les particuliers et des personnes à revenu supérieur vers les personnes à revenu moyen, et ainsi de suite. » (p. 10).
Selon David Schweickart, une critique sérieuse de tout problème ne peut se contenter de noter simplement les caractéristiques négatives du modèle existant. Il faut en outre spécifier précisément les caractéristiques structurelles d'une alternative : « Mais si nous voulons faire plus que simplement dénoncer les maux du capitalisme, nous devons affronter l'affirmation selon laquelle il n'y a pas d'alternative en proposant une » (p. 45). Schweickart a soutenu que le plein emploi et le revenu de base garanti sont impossibles sous les restrictions du système économique américain pour deux raisons principales : a) le chômage est une caractéristique essentielle du capitalisme, pas une indication d'échec systémique (p. 97), et b) alors que le capitalisme prospère sous la polyarchie, il n'est pas compatible avec une véritable démocratie (p. 151). En supposant que ces déficits démocratiques ont un impact important, tant sur la gestion du lieu de travail que des nouveaux investissements, de nombreux partisans de la démocratie économique tendent à favoriser la création et la mise en place d'un nouveau modèle économique plutôt que de réformer le système actuel (p. 46).

Par exemple, Martin Luther King a affirmé que « le communisme oublie que la vie est individuelle. Le capitalisme oublie que la vie est sociale et que le royaume des fraternités ne se trouve ni dans la thèse du communisme ni dans l'antithèse du capitalisme, mais dans une synthèse plus élevée. On le trouve dans une synthèse plus élevée qui combine les vérités des deux ». [50] En ce qui concerne l'écart entre la productivité et le pouvoir d'achat, le Dr King a maintenu :
« Le problème permet une double approche. Ou bien établir le plein emploi, ou bien créer des revenus. Les gens doivent obtenir les moyens de consommer, par une méthode ou par l'autre. Une cet objectif atteint, nous devons nous préoccuper de ne pas perdre le potentiel de l'individu. De nouvelles formes de travail qui améliorent le bien social devront être conçues, pour ceux pour qui les emplois traditionnels ne sont pas disponibles » (p. 163).
Selon l'historien et économiste politique, Gar Alperovitz: « Le jugement final de King est une preuve instructive de sa compréhension de la nature du défi systémique — et aussi comme un rappel que, compte tenu des échecs du socialisme traditionnel et du capitalisme d'entreprise, il est temps de clarifier sérieusement, non seulement la question de la stratégie, mais plus fondamentalement, ce que pourrait impliquer un jour la modification du système, dans une direction véritablement démocratique » (p. 21).

Le syndicaliste et activiste social Allan Engler a soutenu en outre que la démocratie économique était l'alternative ouvrière au capitalisme. Dans son livre, Economic Democracy, Engler a déclaré :
« Avec la démocratie économique pour alternative — un monde d'égalité, de démocratie et de coopération humaine —, le capitalisme ne sera plus considéré comme un mal mineur. Lorsque la classe ouvrière, pas un parti révolutionnaire, est l'agent de la transformation sociale, le changement sera basé sur l'organisation du lieu de travail, les mobilisations communautaires et l'action politique démocratique. L'objectif sera de transformer le capitalisme en démocratie économique, par des gains et des réformes qui améliorent les conditions de vie tout en remplaçant méthodiquement : le droit des titulaires de richesses par des droits humains, la propriété capitaliste par la propriété communautaire et les relations maître-serviteur par la démocratie sur le lieu de travail » (p. 8).

## Agendas de réforme
La démocratie économique a été envisagée comme une composante d'idéologies socio-économiques plus vastes, en tant que théorie autonome, et comme offre d'une variété d'agendas de réformes. Par exemple, comme moyen de garantir des droits économiques complets, elle ouvre un chemin vers des droits politiques complets, définis comme incluant les premiers.
La démocratie économique propose des théories tant de l'économie marchande et que de l'économie non monétaire. En tant que programme de réforme, elle propose des théories et des exemples venant du monde réel, allant de la décentralisation et du libéralisme économique, aux coopératives démocratiques, à la banque publique, au commerce équitable et à la régionalisation de la production alimentaire et de la monnaie.
En supposant que l'exigence la plus fondamentale pour la prospérité de la société soit une population saine, éduquée et entreprenante, la démocratie économique cherche à combler l'écart entre le pouvoir d'achat et la production. Alors que les programmes de réforme ont tendance à critiquer le système existant et à recommander des mesures correctives, ils ne proposent pas nécessairement d'autres modèles pour remplacer les structures fondamentales du capitalisme : la propriété privée des ressources productives, le marché et le travail salarié.

### Coopérative
La démocratie économique est un type de coopératisme dont l'économie est basée sur le marché libre. Ce système politique favorise le transfert du pouvoir de décision sur les enjeux sociaux-économiques de la minorité des actionnaires de corporations (ayant droit à une part des revenus d'une entreprise pendant la durée de propriété d'actions boursières) vers la majorité bénéficiaire de l'investissement public (la population en général), ainsi que vers les travailleurs-propriétaires d'entreprises coopératives (ayant droit à la part des revenus proportionnelle à leur contribution en main-d'œuvre).

Selon l'Alliance coopérative internationale :
Une coopérative est une association autonome de personnes qui se sont volontairement rassemblées en vue de réaliser leurs aspirations et de satisfaire leurs besoins économiques, sociaux et culturels communs, au travers d’une entreprise gérée de manière démocratique et détenue collectivement.
Sous diverses appellations, les coopératives jouent un rôle essentiel dans toutes les formes de démocratie économique. Classées comme coopératives de consommateurs ou coopératives de travailleurs, le modèle d'entreprise coopérative est fondamental pour la démocratie économique.

#### Coopérative de travail
Selon l'association internationale Cicopa :
Les coopératives de travail associé sont des entreprises qui évoluent avec les mêmes contraintes de concurrence, gestion et de rentabilité que toute entreprise. Leur originalité : les travailleurs sont associés majoritaires de l’entreprise dont ils détiennent au moins 51 % du capital.

### Crédit social
Selon l'ingénieur écossais Clifford Hugh Douglas, qui en a développé la théorie, le crédit social permettrait de combler l'écart entre le pouvoir d'achat et le surplus de production.

### Monnaie locale
Les monnaies locales sont fondées sur le postulat que la communauté n'utilise pas pleinement ses capacités de production, par manque de pouvoir d'achat local. La monnaie alternative est utilisée pour augmenter la demande, d'où une plus grande exploitation des ressources productives. Le risque d'hyperinflation qui peut en résulter représente cependant une difficulté.

## Critiques
Ludwig von Mises a soutenu que la propriété et le contrôle des moyens de production appartiennent à des entreprises privées et ne peuvent être déterminés que par les choix du consommateur, exercés quotidiennement sur le marché. Il a affirmé : « L'ordre social capitaliste est une démocratie économique au sens le plus strict du mot »(p. 158). Les critiques de cette assertion soulignent que les consommateurs, lorsqu'ils font un achat, ne votent que sur la valeur du produit ; ils ne participent pas à la gestion des entreprises, ni ne votent sur l'utilisation des bénéfices.

## Termes connexes
- Autogestion
- Coopérative
- Distributionnisme
- Économie sociale
- Économie solidaire
- Libertarisme de gauche
- Socialisme libertaire